# Avan Jogia
Avan Tudor Jogia, född 9 februari 1992 i Vancouver, British Columbia, är en kanadensisk skådespelare, sångare, författare och aktivist.

## Uppväxt
Jogia föddes i Vancouver, British Columbia. Han gick på olika skolor i Vancouver bland annat: Killarney Secondary School och King George Secondary School. I 16-årsåldern lämnade han skolan för att satsa på skådespelarkarriären. Han är av gujarati-indisk, walesisk och irländsk härkomst.

## Karriär
Avans första roll var 2006 då han spelade Danny Araujo, den yngre brodern till den transsexuella Gwen Araujo (född Edward Araujo, Jr.) i A Girl Like Me: The Gwen Araujo Story som regisserades av Agnieszka Holland. Han har synts i Nickelodeons TV-serie Victorious som Beck Oliver. Han är också med i Twisted (TV-serie) som Danny Desai.

## Filmografi
- Gym Teacher: The Movie
- Spectacular!
- Triple Dog
- Finding Hope Now
- Alex
- Rags
- Ten Thousand Saints
- I Am Michael
- Shangri-La Suite
- The Outskirts
- Zombieland: Double tap

## TV
- A Girl Like Me: The Gwen Araujo Story
- Devil's Diary
- Aliens in America
- Victorious
- iCarly
- Twisted
- Tut
- Ghost Wars